# Malacobdella macomae
Malacobdella macomae är en djurart som tillhör fylumet slemmaskar, och som beskrevs av Eugene N. Kozloff 1991. Malacobdella macomae ingår i släktet Malacobdella och familjen Malacobdellidae. Inga underarter finns listade i Catalogue of Life.